# Тінрхерт (газове родовище)
Тінрхерт (газове родовище) – група газоконденсатних родовищ на сході Алжиру в басейні Іллізі, розробку яких організували за єдиним проектом.
У 1960-х – 1970-х роках в районі між значними родовищами Алрар, Оханет та Ін-Аменас виявили чиленні дрібні газоконденсатні родовища. Є відомості, що поклади вуглеводнів щонайменше частини родовищ групи пов’язані з пісковиками ордовицького періоду.
За кілька десятків років після відкриття розробку групи з 17 таких родовищ організували в межах проекту Тінрхерт. Перша черга проекту стала до ладу в 2022-му, при цьому проектна добова потужність рахувалась як 4,5 млн м3 газу, 500 тон зрідженого нафтового газу (пропан-бутанова фракція) та 800 тон конденсату. Також є відомості, що потужність промислу має становити 4,8 млрд м3 на рік. 
Продукція з Тінрхерт надходить до газопереробного заводу Оханет, майданчик якого доповнили новими потужностями.
Проект реалізує алжирський державний нафтогазовий концерн Sonatrach.